# Aeroportul Regional Gunnison–Crested Butte
Aeroportul Regional Gunnison–Crested Butte (IATA: GUC, ICAO: KGUC, FAA LID: GUC) este un aeroport din Colorado, Statele Unite ale Americii ce deservește zona Gunnison. Aeroportul a fost tranzitat în 2019 de 72.366 de pasageri. A fost numit după zona deservită.
Situat la o altitudine de 2.341 m, aeroportul dispune de 2 piste.

## Infrastructură

### Piste
Aeroportul dispune de 2 piste. Pista 06/24 are suprafața de asfalt și dimensiunile 9.400 picioare × 150 picioare. Pista 17/35 are dimensiunile 2.981 picioare × 150 picioare. 